# 1389運動
1389運動或稱1389塞爾維亞人民運動（Српски народни покрет 1389），為塞爾維亞極右派組織（但自我認定為反法西斯青年運動）。該組織是非政府和非營利組織，遵循塞爾維亞民族主義。該組織反對塞爾維亞和與西方政治關係的一體化。
這個名字來自科索沃戰役。根據代表反對歐盟和北約，同性戀權利和腐敗，支持義務兵役，該組織持有“愛國價值觀”。[它認為與歐盟和北約的融合是針對“自由塞爾維亞”的行為。相反，該組織支持歐亞一體化。它主張統一塞族領土，並強烈反對2013年布魯塞爾協定和與科索沃共和國關係正常化。